# Flachheit (Algebra)
Flachheit von Moduln ist eine Verallgemeinerung des Begriffs „freier Modul“.
Dieser Artikel beschäftigt sich mit kommutativer Algebra. Insbesondere sind alle betrachteten Ringe kommutativ und haben ein Einselement. Für weitere Details siehe Kommutative Algebra.

## Definition
Ein Modul {\displaystyle M} über einem Ring {\displaystyle A} heißt flach, wenn der Funktor
{\displaystyle N\mapsto M\otimes _{A}N}
exakt ist. (Siehe Tensorprodukt von Moduln.)
Äquivalente Charakterisierungen sind:
- {\displaystyle \operatorname {Tor} _{1}(N,M)=0} für alle {\displaystyle A}-Moduln {\displaystyle N}. (Siehe Tor (Mathematik).)
- Für jedes Ideal {\displaystyle I} von {\displaystyle A} ist {\displaystyle I\otimes _{A}M\to IM} injektiv.
- {\displaystyle \operatorname {Tor} _{1}(A/I,M)=0} für alle Ideale {\displaystyle I} von {\displaystyle A}.

## Eigenschaften
- Alle projektiven und damit alle freien Moduln sind flach.
- Umgekehrt ist jeder endlich präsentierte flache Modul projektiv.[2][Anm 1]
- Flache Moduln sind torsionsfrei.[3]
- Über Dedekindringen (insbesondere also über Hauptidealringen) stimmen die Begriffe „flach“ und „torsionsfrei“ sogar überein.[4]
- Es sei

{\displaystyle 0\to N'\to N\to N''\to 0}
eine exakte Sequenz. Dann ist die Sequenz
{\displaystyle 0\to M\otimes N'\to M\otimes N\to M\otimes N''\to 0}
exakt, falls {\displaystyle M} oder {\displaystyle N''} flach ist. Dies entspricht der Symmetrie des Funktors Tor.
- Sind {\displaystyle M} und {\displaystyle N} flache {\displaystyle A}-Moduln, so auch {\displaystyle M\otimes _{A}N}.
- Im Ring der dualen Zahlen ist flach äquivalent zu frei.
- Sei {\displaystyle M=\bigoplus _{i\in I}M_{i}}. Dann ist {\displaystyle M} genau dann flach, wenn {\displaystyle M_{i}} für alle {\displaystyle i\in I} flach ist.

## Beispiele
- {\displaystyle \mathbb {Q} } ist ein flacher, aber nicht projektiver {\displaystyle \mathbb {Z} }-Modul.
- Für jeden Ring {\displaystyle A} ist der {\displaystyle A}-Modul {\displaystyle A} flach.
- Sei {\displaystyle A} ein kommutativer Ring mit Einselement und {\displaystyle S\subseteq A} eine multiplikativ abgeschlossene Menge, dann ist die Lokalisierung {\displaystyle S^{-1}A} ein flacher {\displaystyle A}-Modul.

Damit ist insbesondere {\displaystyle k(t_{1},\ldots ,t_{n})} ein flacher {\displaystyle k[t_{1},\ldots ,t_{n}]}-Modul.
- {\displaystyle A[X]} ist eine flache {\displaystyle A}-Algebra.